# Circonscription électorale de Murcie
Ne doit pas être confondu avec Circonscription autonomique de Murcie.
La circonscription électorale de Murcie est l'une des cinquante-deux circonscriptions électorales espagnoles utilisées comme divisions électorales pour les élections générales espagnoles.
Elle correspond géographiquement à la région de Murcie.

## Historique
Elle est instaurée en 1977 par la loi pour la réforme politique puis confirmée avec la promulgation de la Constitution espagnole qui précise à l'article 68 alinéa 2 que chaque province constitue une circonscription électorale.

## Congrès des députés

### Synthèse
|             |       | 1977 | 1979 | 1982 | 1986 | 1989 | 1993 | 1996 | 2000 | 2004 | 2008 | 2011 | 2015 | 2016 | 04/19 | 11/19 | 2023 |
| ----------- | ----- | ---- | ---- | ---- | ---- | ---- | ---- | ---- | ---- | ---- | ---- | ---- | ---- | ---- | ----- | ----- | ---- |
| UCD         |       | 4    | 4    |      |      |      |      |      |      |      |      |      |      |      |       |       |      |
| AP & alliés |       |      |      | 3    | 3    |      |      |      |      |      |      |      |      |      |       |       |      |
| CDS         |       |      |      |      |      | 1    |      |      |      |      |      |      |      |      |       |       |      |
| IU          |       |      |      |      |      |      | 1    | 1    |      |      |      |      |      |      |       |       |      |
| PSOE        |       | 4    | 4    | 5    | 5    | 5    | 4    | 3    | 3    | 3    | 3    | 2    | 2    | 2    | 3     | 3     | 3    |
| PP          |       |      |      |      |      | 3    | 4    | 5    | 6    | 6    | 7    | 8    | 5    | 5    | 2     | 3     | 4    |
| Cs          |       |      |      |      |      |      |      |      |      |      |      |      | 2    | 2    | 2     |       |      |
| Podemos     |       |      |      |      |      |      |      |      |      |      |      |      | 1    | 1    | 1     | 1     |      |
| Vox         |       |      |      |      |      |      |      |      |      |      |      |      |      |      | 2     | 3     | 2    |
| Sumar       |       |      |      |      |      |      |      |      |      |      |      |      |      |      |       |       | 1    |
|             |       |      |      |      |      |      |      |      |      |      |      |      |      |      |       |       |      |
| Total       | Total | 8    | 8    | 8    | 8    | 9    | 9    | 9    | 9    | 9    | 10   | 10   | 10   | 10   | 10    | 10    | 10   |

### 1977
| Parti | Parti | Députés                                                                                             |
| ----- | ----- | --------------------------------------------------------------------------------------------------- |
| PSOE  |       | José Antonio Bordes Vila, Francisco López Baeza, Ciriaco de Vicente, Francisco Vivas Palazón        |
| UCD   |       | Mario Arnaldos Carreño, Joaquín Esteban Mompeán, Jesús Roque Martínez-Pujalte, Antonio Pérez Crespo |

### 1979
| Parti | Parti | Députés                                                                                               |
| ----- | ----- | --- |
| PSOE  |       | Dionisio González Otazo, Diego Pérez Espejo, José Plana Plana, Ciriaco de Vicente                     |
| UCD   |       | José Antonio da Casa Ayuso, Ricardo de la Cierva Hoces, Enrique Egea Ibáñez, Joaquín Garrigues Walker |

- Joaquín Garrigues Walker est remplacé en septembre 1980 par José Luis López Fajardo.
- Diego Pérez Espejo est remplacé en février 1981 par Enrique Cabezas Pérez.

### 1982
| Parti  | Parti | Députés |
| ------ | ----- | --- |
| PSOE   |       | Carmela García-Moreno Teixeira, Antonio García-Pagán Zamora, José Manuel Garrido Guzmán, Dionisio González Otazo, Manuel Martínez García de Otazo |
| AP-PDP |       | Juan Ramón Calero, José Antonio Guerrero Guerrero, José Joaquín Peñarrubia Agiús                                                                  |

- José Manuel Garrido Guzmán est remplacé en février 1983 par José Antonio Gallego López.
  - José Antonio Gallego López est remplacé en janvier 1984 par Jorge Novella Suárez.

### 1986
| Parti | Parti | Députés |
| ----- | ----- | --- |
| PSOE  |       | Enrique Amat Vicedo, Juan Manuel Cañizares Millán, Antonio García-Pagán Zamora, Javier Moscoso, Jorge Novella Suárez |
| CP    |       | Juan Ramón Calero, Antonio Luis Cárceles Nieto, José Joaquín Peñarrubia Agiús                                        |

- Javier Moscoso est remplacé en octobre 1986 par Antonia Visiedo Nieto.

### 1989
| Parti | Parti | Députés |
| ----- | ----- | --- |
| PSOE  |       | Juan Antonio Alonso Conesa, Enrique Amat Vicedo, Jorge Novella Suárez, Josefa Pardo Ortiz, Pedro Antonio Ríos Martínez |
| PP    |       | Juan Ramón Calero, José Joaquín Peñarrubia Agiús, Luis Guillermo Perinat Elío                                          |
| CDS   |       | José Ramón Lasuén Sancho                                                                                               |

- Pedro Antonio Ríos Martínez est remplacé en mars 1990 par Antonia Visiedo Nieto.
- Juan Ramón Calero est remplacé en mai 1991 par Vicente Maeso Carbonell.

### 1993
| Parti | Parti | Députés                                                                                              |
| ----- | ----- | --- |
| PSOE  |       | Juan Antonio Alonso Conesa, Juan Manuel Cañizares Millán, Jorge Novella Suárez, Josefa Pardo Ortiz   |
| PP    |       | Francisco Celdrán Vidal, María del Carmen Cremades Griñán, Luis Gámir, José Joaquín Peñarrubia Agiús |
| IU    |       | Pedro Antonio Ríos Martínez                                                                          |

- Francisco Celdrán Vidal est remplacé en mai 1995 par Juan Carlos Ruiz López.
- Jorge Novella Suárez est remplacé en septembre 1995 par María Dolores Romero Martínez.

### 1996
| Parti | Parti | Députés |
| ----- | ----- | --- |
| PP    |       | Antonio Luis Cárceles Nieto, Luis Gámir, Juan Antonio Gil Melgarejo, José Joaquín Peñarrubia Agiús, Juan Carlos Ruiz López |
| PSOE  |       | María Sacramento Cánovas Nieto, Juan Manuel Eguiagaray, Ramón Ortiz Molina                                                 |
| IU    |       | Pedro Antonio Ríos Martínez                                                                                                |

- José Joaquín Peñarrubia Agius est remplacé en mai 1996 par Eduardo Javier Contreras Linares.
- Ramón Ortiz Molina est remplacé en juillet 1999 par Josefa Aledo Martínez.

### 2000
| Parti | Parti | Députés |
| ----- | ----- | --- |
| PP    |       | Andrés José Ayala Sánchez, Eduardo Javier Contreras Linares, Adolfo Fernández Aguilar, Luis Gámir, Pío Pérez Laserna, Juan Carlos Ruiz López |
| PSOE  |       | Juan Manuel Eguiagaray, Juan Antonio Gallego López, Amparo Rita Marzal Martínez                                                              |

- Juan Manuel Eguiagaray est remplacé en mai 2002 par María Rosario Juaneda Zaragoza.
- Juan Carlos Ruiz López est remplacé en juin 2003 par Belén Unzurrunzaga Campoy.

### 2004
| Parti | Parti | Députés |
| ----- | ----- | --- |
| PP    |       | Andrés José Ayala Sánchez, Adolfo Fernández Aguilar, Alberto Garre, Lourdes Méndez Monasterio, Pío Pérez Laserna, Elvira Rodríguez |
| PSOE  |       | Raimundo Benzal Román, María Rosario Juaneda Zaragoza, Pedro Saura García                                                          |

- Elvira Rodríguez est remplacée en juin 2006 par Arsenio Pacheco Atienza.
- Pedro Saura García est remplacé en juin 2007 par María Soledad Sánchez Jódar.

### 2008
| Parti | Parti | Députés |
| ----- | ----- | --- |
| PP    |       | Pilar Barreiro, Vicente Martínez-Pujalte, Andrés José Ayala Sánchez, Jaime García-Legaz Ponce, Lourdes Méndez Monasterio, Alberto Garre, Arsenio Pacheco Atienza |
| PSOE  |       | Mariano Fernández Bermejo, José Javier Mármol Peñalver, Sara García Ruiz                                                                                         |

- Alberto Garre (PP) est remplacé en juin 2011 par Dolores Bolarín.

### 2011
| Parti | Parti | Députés |
| ----- | ----- | --- |
| PP    |       | Pilar Barreiro, Vicente Martínez-Pujalte, Andrés José Ayala Sánchez, Jaime García-Legaz Ponce, Ascensión Carreño, Lourdes Méndez Monasterio, Arsenio Pacheco Atienza, María Dolores Bolarín Sánchez |
| PSOE  |       | María González Veracruz, Pedro Saura García |

- Jaime García-Legaz (PP) est remplacé en janvier 2012 par Teodoro García Egea.

### 2015
| Parti   | Parti | Députés |
| ------- | ----- | --- |
| PP      |       | Teodoro García Egea, Juan María Vázquez Rojas, Isabel Borrego, Andrés José Ayala Sánchez, Ascensión Carreño |
| PSOE    |       | María González Veracruz, Pedro Saura García                                                                 |
| Cs      |       | Miguel Ángel Garaulet, José Luis Martínez González                                                          |
| Podemos |       | Javier Sánchez Serna                                                                                        |

### 2016
| Parti | Parti | Députés                                                                                             |
| ----- | ----- | --------------------------------------------------------------------------------------------------- |
| PP    |       | Teodoro García Egea, Francisco Bernabé, Isabel Borrego, Juan María Vázquez Rojas, Ascensión Carreño |
| PSOE  |       | María González Veracruz, Pedro Saura García                                                         |
| Cs    |       | Miguel Ángel Garaulet, José Luis Martínez González                                                  |
| UPOD  |       | Javier Sánchez Serna                                                                                |

- Juan María Vázquez (PP) est remplacé en novembre 2016 par Javier Ruano.
- Francisco Bernabé (PP) est remplacé en novembre 2017 par Dolores Bolarín.
- Pedro Saura (PSOE) est remplacé en juin 2018 par Carmen Baños Ruiz.

### Avril 2019
| Parti | Parti | Députés                                                          |
| ----- | ----- | ---------------------------------------------------------------- |
| PSOE  |       | Pedro Saura, María Soledad Sánchez Jódar, Juan Luis Soto Burillo |
| PP    |       | Teodoro García Egea, Isabel Borrego                              |
| Cs    |       | Miguel Ángel Garaulet Rodríguez, José Luis Martínez González     |
| Vox   |       | Lourdes Méndez Monasterio, Joaquín Robles López                  |
| UP    |       | Javier Sánchez Serna                                             |

### Novembre 2019
| Parti | Parti | Députés                                                                 |
| ----- | ----- | ----------------------------------------------------------------------- |
| Vox   |       | Lourdes Méndez Monasterio, Joaquín Robles López, Luis Gestoso de Miguel |
| PP    |       | Teodoro García Egea, Isabel Borrego, Juan Luis Pedreño Molina           |
| PSOE  |       | Pedro Saura, María Soledad Sánchez Jódar, Juan Luis Soto Burillo        |
| UP    |       | Javier Sánchez Serna                                                    |

- Pedro Saura (PSOE) est remplacé en février 2020 par Carmen Baños Ruiz.
- Teodoro García (PP) est remplacé en mars 2023 par Antonia López Moya.
- Marisol Sánchez (PSOE) est remplacée en mai 2023 par Joaquín Martínez Salmerón.

### 2023
| Parti | Parti | Députés                                                                                        |
| ----- | ----- | ---------------------------------------------------------------------------------------------- |
| PP    |       | Luis Alberto Marín González, Isabel Borrego, Violante Tomás Olivares, Juan Luis Pedreño Molina |
| PSOE  |       | Francisco Lucas Ayala, Caridad Rives Arcayna, Joaquín Martínez Salmerón                        |
| Vox   |       | Lourdes Méndez Monasterio, Joaquín Robles López                                                |
| Sumar |       | Javier Sánchez Serna                                                                           |

- Luis Alberto Marín (PP) est remplacé le 19 septembre 2023 par Miriam Guardiola Salmerón.

## Sénat

### Synthèse
|             |       | 1977 | 1979 | 1982 | 1986 | 1989 | 1993 | 1996 | 2000 | 2004 | 2008 | 2011 | 2015 | 2016 | 04/19 | 11/19 | 2023 |
| ----------- | ----- | ---- | ---- | ---- | ---- | ---- | ---- | ---- | ---- | ---- | ---- | ---- | ---- | ---- | ----- | ----- | ---- |
| UCD         |       | 3    | 1    |      |      |      |      |      |      |      |      |      |      |      |       |       |      |
| AP & alliés |       |      |      | 1    | 1    |      |      |      |      |      |      |      |      |      |       |       |      |
| PSOE        |       | 1    | 3    | 3    | 3    | 3    | 1    | 1    | 1    | 1    | 1    | 1    | 1    | 1    | 2     |       | 1    |
| PP          |       |      |      |      |      | 1    | 3    | 3    | 3    | 3    | 3    | 3    | 3    | 3    | 2     | 3     | 3    |
| Vox         |       |      |      |      |      |      |      |      |      |      |      |      |      |      |       | 1     |      |
|             |       |      |      |      |      |      |      |      |      |      |      |      |      |      |       |       |      |
| Total       | Total | 4    | 4    | 4    | 4    | 4    | 4    | 4    | 4    | 4    | 4    | 4    | 4    | 4    | 4     | 4     | 4    |

### 1977
| Parti | Parti | Sénateurs                                                              |
| ----- | ----- | ---------------------------------------------------------------------- |
| UCD   |       | Ricardo de la Cierva Hoces, José Martínez Garre, Salvador Ripoll Marín |
| PSOE  |       | Antonio López Pina                                                     |

### 1979
| Parti | Parti | Sénateurs                                                                 |
| ----- | ----- | ------------------------------------------------------------------------- |
| PSOE  |       | Antonio Martínez Ovejero, José Pérez Fernández, Francisco Rodríguez López |
| UCD   |       | Antonio Pérez Crespo                                                      |

### 1982
| Parti  | Parti | Sénateurs                                                         |
| ------ | ----- | ----------------------------------------------------------------- |
| PSOE   |       | Ramón Alonso Luzzy, Carlos Collado Mena, Aurelio Serrano Martínez |
| AP-PDP |       | Félix López Hueso                                                 |

### 1986
| Parti | Parti | Sénateurs                                                                   |
| ----- | ----- | --------------------------------------------------------------------------- |
| PSOE  |       | Carmela García-Moreno Teixeira, Aurelio Serrano Martínez, Manuel Tera Bueno |
| CP    |       | Eduardo Cañizares Clavijo                                                   |

### 1989
| Parti | Parti | Sénateurs                                                                                  |
| ----- | ----- | ------------------------------------------------------------------------------------------ |
| PSOE  |       | Juan Manuel Cañizares Millán, Concepción Rosa Elgarrista Domeque, José Ramón Pérez Sánchez |
| PP    |       | José Antonio Albaladejo Lucas                                                              |

### 1993
| Parti | Parti | Sénateurs                                                                |
| ----- | ----- | ------------------------------------------------------------------------ |
| PP    |       | Adolfo Fernández Aguilar, Vicente Maeso Carbonell, Jesús Sepúlveda Recio |
| PSOE  |       | José Antonio Gallego López                                               |

### 1996
| Parti | Parti | Sénateurs                                                                |
| ----- | ----- | ------------------------------------------------------------------------ |
| PP    |       | Adolfo Fernández Aguilar, Vicente Maeso Carbonell, Jesús Sepúlveda Recio |
| PSOE  |       | José Antonio Gallego López                                               |

- Vicente Maeso Carbonell est remplacé en septembre 1999 par Bartolomé Romero Romero.

### 2000
| Parti | Parti | Sénateurs                                                                         |
| ----- | ----- | --------------------------------------------------------------------------------- |
| PP    |       | María Belén Fernández-Delgado Cerdá, Pedro José Pérez Ruiz, Jesús Sepúlveda Recio |
| PSOE  |       | Manuel Hurtado García                                                             |

- Jesús Sepúlveda Recio est remplacé en juin 2003 par María Teresa Pascual Martínez.

### 2004
| Parti | Parti | Sénateurs                                                                                 |
| ----- | ----- | ----------------------------------------------------------------------------------------- |
| PP    |       | Pedro José Pérez Ruiz, José Joaquín Peñarrubia Agiús, María Belén Fernández-Delgado Cerdá |
| PSOE  |       | Francisco Abellán Martínez                                                                |

- María Belén Fernández-Delgado Cerdá est remplacée en septembre 2007 par María Teresa Pascual Martínez.

### 2008
| Parti | Parti | Sénateurs                                                                           |
| ----- | ----- | ----------------------------------------------------------------------------------- |
| PP    |       | María Josefa Nicolás Martínez, José Joaquín Peñarrubia Agiús, Pedro José Pérez Ruiz |
| PSOE  |       | Manuel Hurtado García                                                               |

### 2011
| Parti | Parti | Sénateurs                                                                           |
| ----- | ----- | ----------------------------------------------------------------------------------- |
| PP    |       | María Josefa Nicolás Martínez, José Joaquín Peñarrubia Agiús, Pedro José Pérez Ruiz |
| PSOE  |       | Ramón Ortiz Molina                                                                  |

### 2015
| Parti | Parti | Sénateurs                                                  |
| ----- | ----- | ---------------------------------------------------------- |
| PP    |       | Pedro José Pérez Ruiz, Pilar Barreiro, Fulgencio Gil Jódar |
| PSOE  |       | Juan Luis Soto Burillo                                     |

### 2016
| Parti | Parti | Sénateurs                                                  |
| ----- | ----- | ---------------------------------------------------------- |
| PP    |       | Pedro José Pérez Ruiz, Pilar Barreiro, Fulgencio Gil Jódar |
| PSOE  |       | Juan Luis Soto Burillo                                     |

- Fulgencio Gil Jódar est remplacé en juillet 2017 par Nuria Guijarro Carrillo.

### Avril 2019
| Parti | Parti | Sénateurs                                             |
| ----- | ----- | ----------------------------------------------------- |
| PSOE  |       | Joaquín López Pagán, Susana Hernández Ruiz            |
| PP    |       | Violante Tomás Olivares, Domingo José Segado Martínez |

### Novembre 2019
| Parti | Parti | Sénateurs                                                            |
| ----- | ----- | -------------------------------------------------------------------- |
| PP    |       | Violante Tomás Olivares, Juan María Vázquez Rojas, Francisco Bernabé |
| Vox   |       | José Manuel Marín Gascón                                             |

- Juan María Vázquez (PP) est remplacé en janvier 2023 par Mónica Azorín Marco.

### 2023
| Parti | Parti | Sénateurs                                                    |
| ----- | ----- | ------------------------------------------------------------ |
| PP    |       | Francisco Bernabé, Antonio Luengo Zapata, Antonia López Moya |
| PSOE  |       | Inmaculada Sánchez Roca                                      |